# 普雷格拉德納亞島
普雷格拉德納亞島是俄羅斯的島嶼，屬於北地群島的一部分，位於斯塔羅卡多姆斯基島以西的拉普捷夫海，由克拉斯諾亞爾斯克邊疆區負責管轄，長7公里，島上無人居住。